# Формула на Стърлинг
Формулата на Стърлинг е математическа формула за приблизително изчисляване на стойностите на функцията факториел ({\displaystyle n!}). Точността на приближението нараства с нарастването на {\displaystyle n}, но дори и при малки стойности формулата дава сравнително точни резултати.
Формулата на Стърлинг може да бъде представена чрез логаритъм от факториела:
{\displaystyle \ln(n!)=n\ln n-n+O(\ln n)},
където {\displaystyle O} означава, че за всяка достатъчно голяма стойност на {\displaystyle n} разликата между {\displaystyle \ln(n!)} и {\displaystyle n\ln n-n} ще бъде най-много съотносима с логаритъма. Грешката може да бъде изразена по-точно с:
{\displaystyle {\tfrac {1}{2}}\log(2\pi n)+O({\tfrac {1}{n}})},
което води до формулата за приближение на самия факториел:
{\displaystyle n!\sim {\sqrt {2\pi n}}\left({\frac {n}{e}}\right)^{n}}.
Формулата е наречена на шотландския математик Джеймс Стърлинг (1692 – 1770).